# Santa Coloma (stacja metra)
Santa Coloma – stacja metra w Barcelonie, na linii 1. Stacja została otwarta w 1983.